# Przebicie elektryczne
Przebicie elektryczne – nagły przepływ prądu przez izolator lub półprzewodnik. Napięcie, przy którym zachodzi to zjawisko, nosi nazwę napięcia przebicia. Polska norma PN-IEC 243-1 definiuje przebicie elektryczne jako: utrata, przynajmniej chwilowa, właściwości elektroizolacyjnych ośrodka pod wpływem natężenia pola elektrycznego.
Przebicie elektryczne izolacji – uszkodzenie izolacji elektrycznej w wyniku przekroczenia napięcia wytrzymywanego, na skutek wystąpienia w obwodzie elektrycznym przepięcia. Przyczyną może być też wadliwie wykonana instalacja elektryczna.
W wyniku przebicia izolacji, na metalowych częściach dostępnych może pojawić się niebezpieczne dla ludzi napięcie dotykowe. Może też powstać zwarcie elektryczne, a płynący wtedy prąd zwarciowy (zwykle wielokrotnie większy od prądu roboczego) powoduje uszkodzenie przewodów, urządzeń i odbiorników elektrycznych oraz może wywołać pożar. Do ochrony przed niepożądanymi skutkami przebicia elektrycznego izolacji służą zabezpieczenia elektryczne.

## Etapy przebicia
Podczas przebicia można wyróżnić następujące etapy:
1. Procesy przedprzebiciowe.
2. Rozwój wyładowania do powstania kanału przewodzącego, zwierającego elektrody.
3. Wyładowanie główne, wynikające z neutralizacji ładunku elektrycznego kanału zwierającego elektrody.

## Mechanizmy przebicia
W przypadku dielektryków stałych wyróżnia się następujące mechanizmy przebicia:
- Elektryczne – polegające na zniszczeniu materiału procesami elektronowymi (elektronowa jonizacja zderzeniowa, procesy emisji polowej, przebicia wolnych przestrzeni – wnęk gazowych) zachodzącymi w bardzo krótkim czasie, kiedy inne mechanizmy nie mogą się rozwinąć.
- Cieplne – powodowane zachwianiem równowagi cieplnej pomiędzy ciepłem wydzielanym w materiale wskutek strat dielektrycznych a zdolnością pochłaniania ciepła przez materiał i oddawania go do otoczenia (oddziaływania cieplne mogą mieć charakter impulsowy lub zachodzić w czasie dłuższym, np. kilku godzin).
- Elektromechaniczne – wysokie pole elektryczne powoduje powstanie bardzo dużych sił elektrostatycznych deformujących materiał (istnieje wiele charakterystyk wiążących właściwości mechaniczne i elektryczne materiałów).
- Jonizacyjne – powstające wówczas, gdy występują wyładowania niezupełne w szczelinach gazowych lub miejscach znacznie zwiększonego natężenia pola elektrycznego w materiale (czas potrzebny do przebicia wynosi od ok. jednej do kilkudziesięciu sekund).
- Starzeniowe – powstające w wyniku wyładowań niezupełnych, ale przy mniejszych wartościach pola elektrycznego, dlatego potrzebuje dłuższego czasu oddziaływania napięcia (rzędu godzin czy lat) oraz dodatkowo podwyższonej temperatury i oddziaływań środowiska.

W praktyce proces niszczenia ciała stałego jest wynikiem zachodzenia kilku mechanizmów jednocześnie.
Od mechanizmu prowadzącego do przebicia zależy wartość napięcia przebicia danego materiału.